# Beskowska skolan
Beskowska skolan var en  med förberedande klasser, realskola och gymnasium, från 1887 belägen på Engelbrektsgatan vid Humlegården i Stockholm. Skolan grundades 1867 av teologen och politikern Gustaf Emanuel Beskow.
Rektor var intill läsåret 1870–71 Hans Ferdinand Hult och därefter Carl Gustaf Bergman. Skolan inköptes 1882 av Bergman och Ludvig Lindroth, som hade varit lärare där sedan 1871. Bergman var rektor till 1888, då denna befattning övertogs av Lindroth. De båda var skolans ägare till 1894, då äganderätten övergick till ett bolag, bestående av de förre ägarna jämte några av skolans lärare och ett antal av elevernas föräldrar.
Skolan blev efter olika upplägg läroverk 1905 och hade samundervisning i de förberedande klasserna, vilka dock avvecklades 1940. Mellan 1940-1956 var nationalsocialisten Severin Solders rektor för skolan. Skolan var länge exklusiv för gossar, företrädesvis från de högre samhällsskikten. Först 1968 bereddes åter även flickor tillträde till skolan, som drevs fram till 1976.
Bland kända Beskowiter märks statsministrarna Hjalmar Branting och Olof Palme, kung Gustaf V och hans bröder Oscar, Carl och Eugen samt prins Bertil. Vidare Svenska Akademiens ledamöter Sven Hedin, Verner von Heidenstam och Martin Lamm. Andra kända namn är teologen, konstnären och författaren Natanael Beskow, konstnären Richard Bergh, nationalekonomen Gustav Cassel, fysikern Oskar Klein, filmregissören Arne Sucksdorff, författaren Ulf Stark, vissångaren Sven-Bertil Taube och diplomaten/ finansmannen Ulf Dinkelspiel. Från sportens värld finns även femkamparna Johan Gabriel Oxenstierna, Sven och Björn Thofelt  samt skytten Jan Poignant som får representera sporten framför andra i skolan.
Skolans lokaler på Engelbrektsgatan 9–11 genomgick en större renovering 2004 och inhyser idag en advokatbyrå i den gamla gymnastiksalen samt ett kontorshotell i den övriga byggnaden. Under några år efter renoveringen 2004 hade Hugo Boss sitt Skandinavienkontor på tre av våningsplanen.

## Adresser
- 1871–1882 Malmskillnadsgatan 46[3]
- 1883–1892 Malmskillnadsgatan 52
- 1898–1976 Engelbrektsgatan 9–11 (Byggnadsår 1886–87. Arkitekter: Isæus & Sandahl, Gustaf Wickman och Hjalmar Kumlien)[4][5]